# Rhinella arborescandens
Espèce
Synonymes
- Bufo arborescandens Duellman & Schulte, 1992

Statut de conservation UICN

 EN  : En danger
Rhinella arborescandens est une espèce d'amphibiens de la famille des Bufonidae.

## Répartition
Cette espèce est endémique de la province de Rodríguez de Mendoza dans la région d'Amazonas au Pérou. Elle se rencontre vers 2 400 m d'altitude. 

## Publication originale
- Duellman & Schulte, 1992 : Description of a New Species of Bufo from Northern Peru with Comments on Phenetic Groups of South American Toads (Anura: Bufonidae). Copeia, vol. 1992, no 1, p. 162-172.